# Lettlands evangelisk-lutherska kyrka
Lettlands evangelisk-lutherska kyrka (lettiska: Latvijas Evaņģēliski luteriskā baznīca, förkortning: LELB) är den största och äldsta lutherska kyrkan i Lettland, med rötter tillbaka till reformationen. Kyrkan var utsatt för förföljelser av både nazistiska och kommunistiska regimer innan religionsfrihet 1988 återinfördes i landet. 
Historiskt har LELB haft nära band till Svenska kyrkan. När Lettland efter första världskriget blev en självständig nation vigdes kyrkans förste ärkebiskop av den svenske ärkebiskopen Nathan Söderblom. Sedan Jānis Vanags 1993 vigdes till ärkebiskop av Stockholms dåvarande biskop Henrik Svenungsson så har relationerna mellan de båda kyrkorna dock utsatts för en del påfrestningar, grundat i teologiska skillnader. Stora delar av Svenska kyrkan har en mer bibelkritisk hållning än LELB, som har kyrkogemenskap med den konservativa amerikanska Missourisynoden och motsätter sig abort, dödshjälp och samkönade äktenskap. 
Flera svenskar som avstått från att bli präster inom Svenska kyrkan på grund av sin inställning i ämbetsfrågan har istället prästvigts inom LELB. 
Vid ett biskopsmöte i oktober 2009 deklarerade Jānis Vanags att om Svenska kyrkan beslutar viga homosexuella par skulle detta omöjliggöra ett lettiskt medlemskap av Borgågemenskapen, där man idag är observatör. 
Vanags har hela tiden vägrat viga kvinnor till präster något som fick officiellt stöd i stadgarna 2016 då det lettiska kyrkomötet (synoden) slog fast att endast manliga präster kan prästvigas inom kyrkan. I protest mot detta beslut lämnade då den Evangeliska korsförsamlingen i Liepāja LELB och anslöt sig istället till den betydligt mindre Lettlands evangelisk-lutherska kyrka utanför Lettland som leds av en kvinnlig ärkebiskop.
Kyrkan är indelad i tre stift: 
- Riga ärkestift
- Liepaja stift, inrättat 2007. Här är svensken Hans Jönsson biskop.
- Daugavpils stift, inrättat 2007

## Storlek
Lettlands evangelisk-lutherska kyrka har 136 präster och 86 evangelister som betjänar 300 församlingar. Antalet döpta medlemmar uppskattades 2013 till omkring 250 000.